# Nexans
Nexans is een Frans multinational op het gebied van kabels en bekabelingsystemen. Het fabriceert een uitgebreid gamma energie- en telecomkabels voor de infrastructuur, industrie en gebouwen. Nexans is de op een na grootste kabelproducent ter wereld.

## Geschiedenis
Enkele belangrijke data:
- 1897: Oprichting van “La Société Française de Câbles Electriques”
- 1912: Overname door “La Compagnie Générale d’Electricité” (nieuwe naam “Câbles de Lyon”)
- 1986: “Câbles de Lyon” wordt “Alcatel Cable”
- 1996: Fusie van Alcatel Câble met Alcatel
- 2000: “Alcatel Câbles et Composants” krijgt een nieuwe naam: Nexans
- 2001: Introductie op de beurs (Euronext – Parijs), SBF 120

## Activiteiten
Nexans is een fabrikant van koper- en glasvezelkabels. Van de koperkathode tot machinedraad van acht millimeter, de internationale standaard die door alle fabrikanten van draad en kabel ter wereld wordt gebruikt.
Nexans werkt ook mee aan de ontwikkeling van nieuwe internationale standaards. Nexans produceert zijn kabels en kabelsystemen in 82 fabrieken, verspreid over vijf continenten. Wereldwijd telde Nexans 26.144 werknemers in 2014.

### België en Nederland
Nexans heeft in België drie productie-eenheden, deze zijn gelegen in Charleroi, Dour en Buizingen. Op deze drie locaties worden kabels vervaardigd. In 2000 werd Nexans mede-eigenaar van Euromold, dat sinds 1970 een productie-eenheid had in Erembodegem van connectie-hulpstukken. In 2004 verwierf Nexans de volledige eigendom. Verder heeft Nexans nog de afdeling opticable in Frameries die glasvezelkabels vervaardigd. Nexans stelt ruim 1.000 mensen te werk in België .
Nexans heeft een verkoopskantoor in Nederland in Schiedam. Logistiek verloopt de verdeling via het Europees distributiecentrum in Buizingen (België)

## Directie en raad van bestuur (2015)

### Directiecomité
- Frédéric Vincent - Voorzitter en CEO
- Frédéric Michelland - Chief Financial Officer, Senior Corporate Executive Vice President
- Pascal Portevin - Senior Corporate Executive Vice President
- Christopher Guérin, Senior Executive Vice President Europa
- Dirk Steinbrink, Senior Executive Vice President afdeling hoogspanning
- Nicolas Badré, financieel directeur
- Anne-Marie Cambourieu, directeur human resources

### Raad van bestuur
- Frédéric Vincent - voorzitter
- Cyrille Duval
- Veronique guillot-Pelpel
- Georges Chodron de Courcel
- Philippe Joubert
- Jérôme Gallot
- Fanny Letier
- Andronico Luksic Craig
- Francisc Perez Mackenna
- Colette Lewiner
- Hubert Porte
- Lena Wujek
- Kathleen Wantz-O'Rourke

## Financiële gegevens
| Jaar                                 | 2002 | 2003 | 2004 | 2005 | 2006 | 2007 | 2008 | 2009 | 2010 | 2011 | 2012 | 2013 | 2014 |
| ------------------------------------ | ---- | ---- | ---- | ---- | ---- | ---- | ---- | ---- | ---- | ---- | ---- | ---- | ---- |
| Omzet in euro (constante koperkoers) | 4302 | 4046 | 4900 | 4263 | 4442 | 4822 | 4776 |      | 6403 | 6711 | 7178 | 6711 | 6403 |
| Operationeel resultaat               | 56   | 91   | 135  | 186  | 260  | 409  | 427  | 241  | 207  | 261  | 202  | 141  | 148  |
| Netto resultaat                      | -40  | 1    | 57   | 108  | 241  | 189  | 82   | 8    | 82   | -178 | 27   | -333 | -168 |
| Eigen vermogen                       | 991  | 942  | 986  | 1160 | 1589 |      | 1618 | 1918 | 2207 | 1832 | 1843 |      |      |
| Netto schuldenlast                   | 52   | 23   | 188  | 374  | 632  | 290  | 536  | 141  | 144  | 222  | 606  | 337  | 460  |

## Beursgegevens
- Aandelen genoteerd op de beurs van Parijs
- Genoteerd in de aandelenlijst CAC Mid 100
- Code van de ISIN waarde is FR0000044448
- Standaardvaluta is de euro

| Jaar                                | 2002 | 2003 | 2004 |
| ----------------------------------- | ---- | ---- | ---- |
| Aantal uitgegeven aandelen          | 4302 | 4046 | 4900 |
| Netto resultaat per aandeel in euro | 56   | 91   | 135  |

## Voetnoten
1. ↑  Het Italiaanse Prysmian Group is de grootste kabelproducent ter wereld op basis van omzetcijers. Op plaats drie prijkt het Japanse Sumitomo Electric Industries (op basis van de cijfers van 2014).